# Südeuropäische Plötze
Die Südeuropäische Plötze (Sarmarutilus rubilio, Syn.: Rutilus rubilio) ist ein Süßwasserfisch, der in Binnengewässern Südeuropas im Einzugsgebiet der Adria, Italien, Dalmatien und dem westlichen Griechenland lebt.

## Merkmale
Die Südeuropäische Plötze ähnelt in ihrer Körperform stark der Plötze (R. rutilus). Es handelt sich entsprechend um einen spindelförmigen, hochrückigen Fisch des Freiwassers mit endständigem Maul, der eine Körperlänge von 20 Zentimeter bzw. maximal 25 Zentimeter erreichen kann. Die Färbung ist silbrig mit glänzenden Flanken und grauen Längsbinden. Brust-, Bauch- und Afterflossen sind rötlich gefärbt, die Augen können gelb oder rot sein.
Die Bauchflossen sind bauchständig und wie alle Arten der Gattung besitzt die Südeuropäische Plötze nur eine Rückenflosse. Diese besitzt 3 Hart- und 9 bis 11 Weichstrahlen, die Afterflosse hat ebenfalls 3 Hart- und 8 bis 11 Weichstrahlen. Die Brustflossen bestehen aus einem Hartstrahl und 16 bis 17 Weichstrahlen und die Bauchflossen aus 2 Hart- und 8 Weichstrahlen. Entlang der Seitenlinie befinden sich 38 bis 45 Schuppen.
Von der Gattung Rutilus, zu der die Südeuropäische Plötze bis Mitte 2014 gestellt wurde, unterscheidet sie sich durch große Perlorgane auf der Kopfmitte und auf den Rumpfschuppen bei geschlechtsreifen Männchen, durch die Schlundzahnformel (5-5 bei
Sarmarutilus, 6-5 bei Rutilus) und die Bevorzugung von fließenden Gewässern als Lebensraum, während Rutilus-Arten eher in stehenden Gewässern vorkommen.

## Verbreitung
Die Südeuropäische Plötze ist in ihrer Verbreitung auf ein eng begrenztes Gebiet im Bereich des Einzugsgebiets der Adria, Italien, Dalmatien, dem Balkan und dem westlichen Griechenland beschränkt.

## Lebensweise
Die Südeuropäische Plötze ist ein Schwarmfisch, der fließende und stehende Gewässer besiedelt und bezüglich der Gewässereigenschaften sehr anpassungsfähig ist. Die Nahrung besteht aus Organismen des Plankton und des Benthos sowie Insekten der Gewässeroberfläche und Wasserpflanzen. Die Laichzeit liegt im April bis Mai, die Eier werden in klebrigen Ballen im Uferbereich zwischen krautigen Pflanzen abgelegt.

## Belege
1. 1 2  Bianco & Ketmaier, 2014: A revision of the Rutilus complex from Mediterranean Europe with description of a new genus, Sarmarutilus, and a new species, Rutilus stoumboudae (Teleostei: Cyprinidae). Zootaxa 3841 (3): 379–402, doi: 10.11646/zootaxa.3841.3.4
2. 1 2 3  Andreas Vilcinskas: Fische - Mitteleuropäische Süßwasserarten und Meeresfische der Nord- und Ostsee. BLV Verlagsgesellschaft, München 2000; S. 86. ISBN 3-405-15848-6.
3. ↑  Südeuropäische Plötze auf Fishbase.org (englisch)